# Bungbungan
Bungbungan is een bestuurslaag in het regentschap Sumenep van de provincie Oost-Java, Indonesië. Bungbungan telt 1923 inwoners (volkstelling 2010).